# 馬爾伯勒 (新罕布什爾州普查規定居民點)
馬爾伯勒（英語：Marlborough）是位於美國新罕布什爾州切希爾縣的普查規定居民點。

## 人口
根據2020年美國人口普查的數據，馬爾伯勒的面積為4.37平方千米，皆為陸地。當地共有人口1066人，而人口密度為每平方千米243.94人。